# Mil Mi-32
Mil Mi-32 byl nerealizovaný projekt těžkého transportního vrtulníku neortodoxní konstrukce sovětské konstrukční kanceláře M. L. Mila z roku 1982. Trup měl být trojúhelníkového tvaru se třemi osmilistými rotory (namísto klasických pětilistých) na každém vrcholu. Každý rotor měl být poháněn dvěma motory Lotarev D-136 (které byly použity u stroje Mil Mi-26). Malá kabina pro dvoučlennou posádku měla být umístěna pod trupem.
Nosnost se měla pohybovat mezi 136 000 – 146 000 kg, dostup 4 000 m, rychlost 200-230 km/h a dolet max. 1 200 km. Pokud by projekt dostal zelenou, šlo by o největší helikoptéru na světě. Nebyl však postaven žádný stroj Mi-32.